# Братомир
 Тази статия е за селото в Албания.  За заличеното село в Гърция вижте Братмир.  За заличеното село в България вижте Братимир.
Братомир или Братомира (на албански: Bletas, Блетас, старо Bradomira, Bratomirë, Bratomira, Bradomirë) е село в Албания, в община Поградец, област Корча.

## География
Селото е разположено южно от Охридското езеро, до границата със Северна Македония, в западните склонове на Сува гора, на 2 km южно от Аларуп. Селото се намира на 1270 m надморска височина.

## История
Според Васил Кънчов („Македония. Етнография и статистика“) в XIX век Братомир е албанско мюсюлманско село в Старовска каза на Османската империя.
На Етнографската карта на Битолския вилает на Картографския институт в София от 1901 година Братомир е чисто албанско мюсюлманско село в Старовската каза на Корчанския санджак с 27 къщи.
До 2015 година селото е част от община Чърава.